# تالار آینه

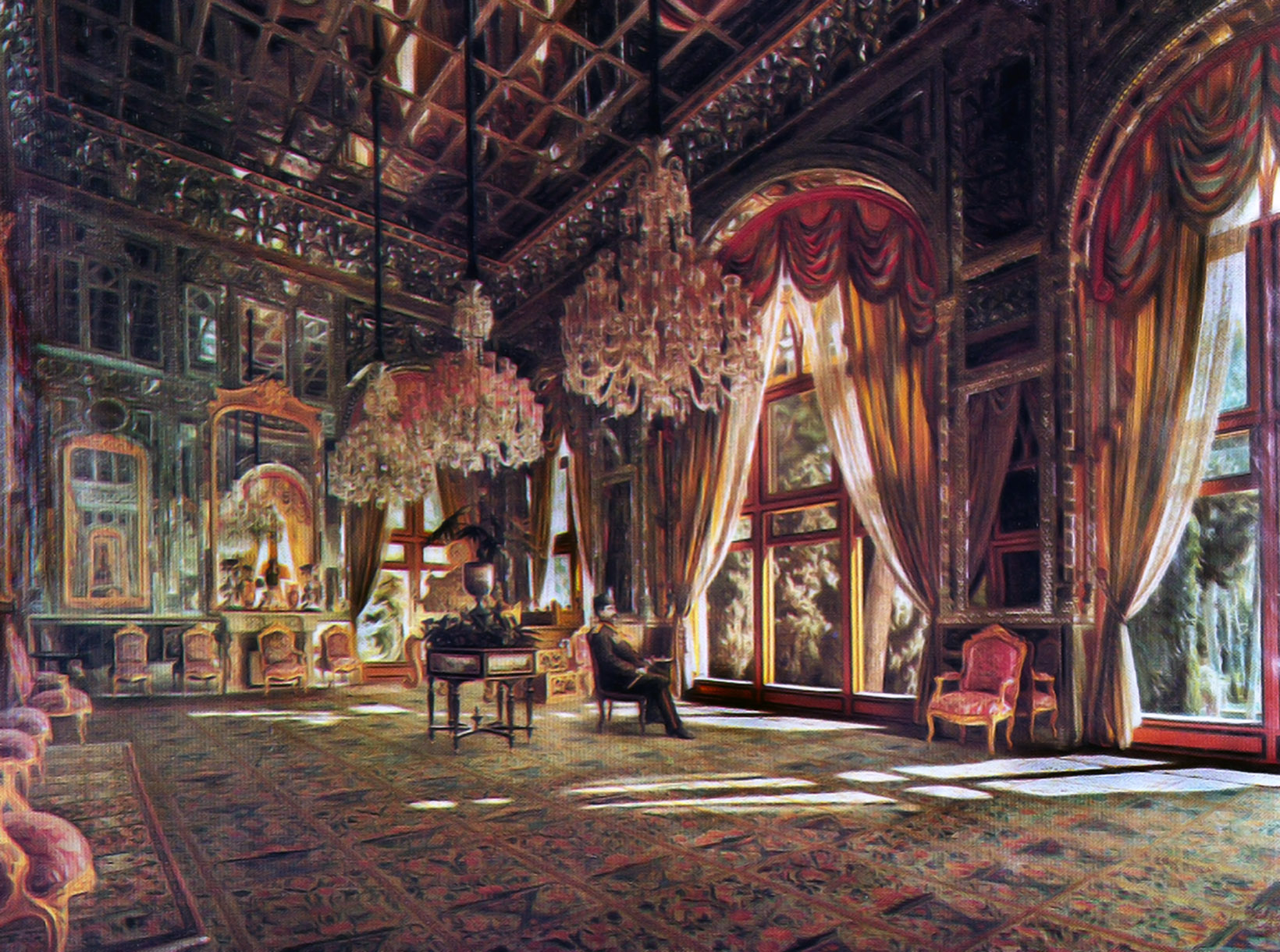
نقاشی تالار آینه اثر کمال‌الملک

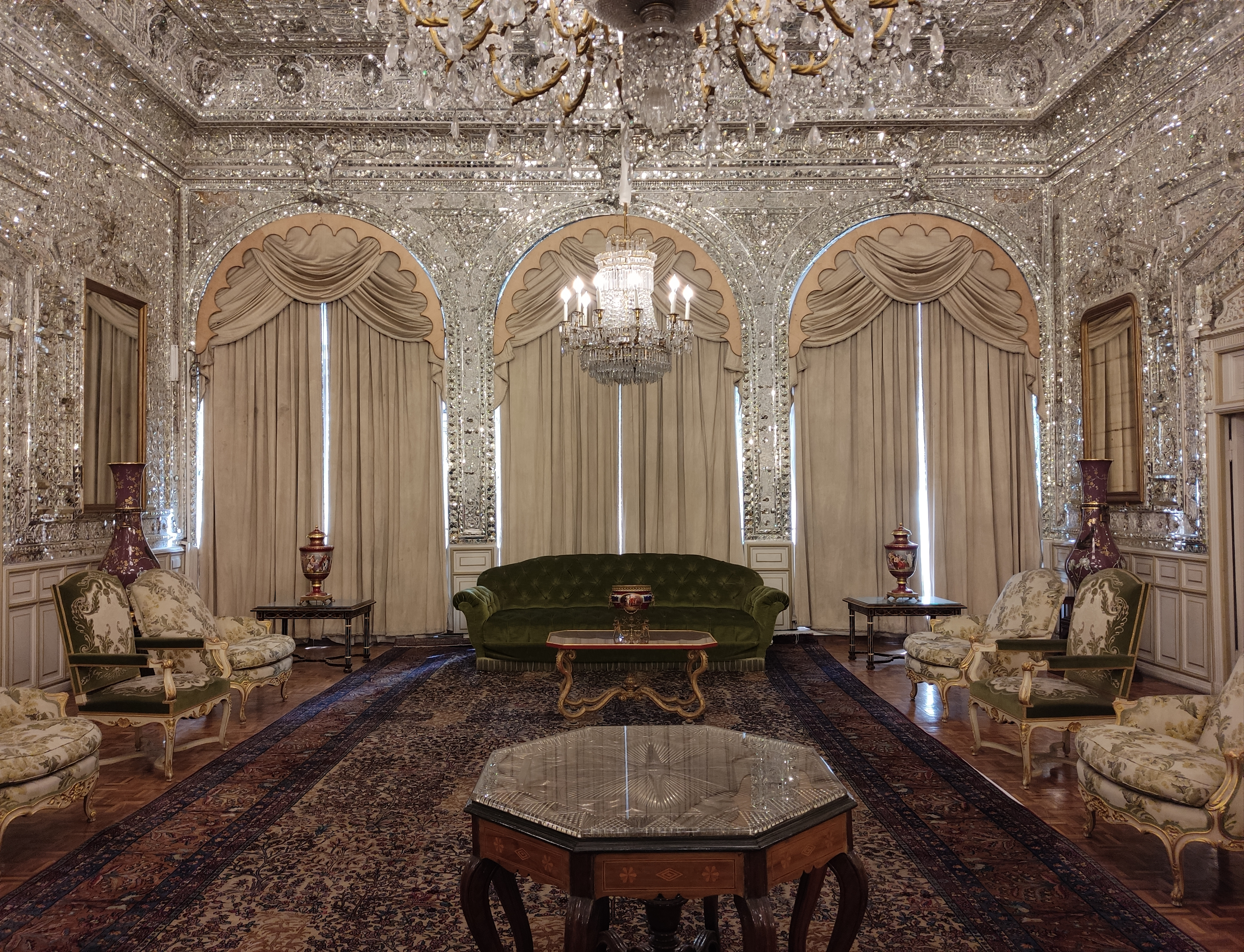
نمای داخلی تالار آینه

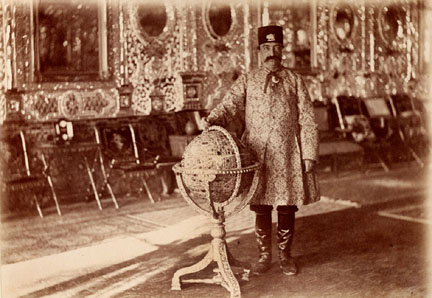
ناصرالدین‌شاه در تالار آینه

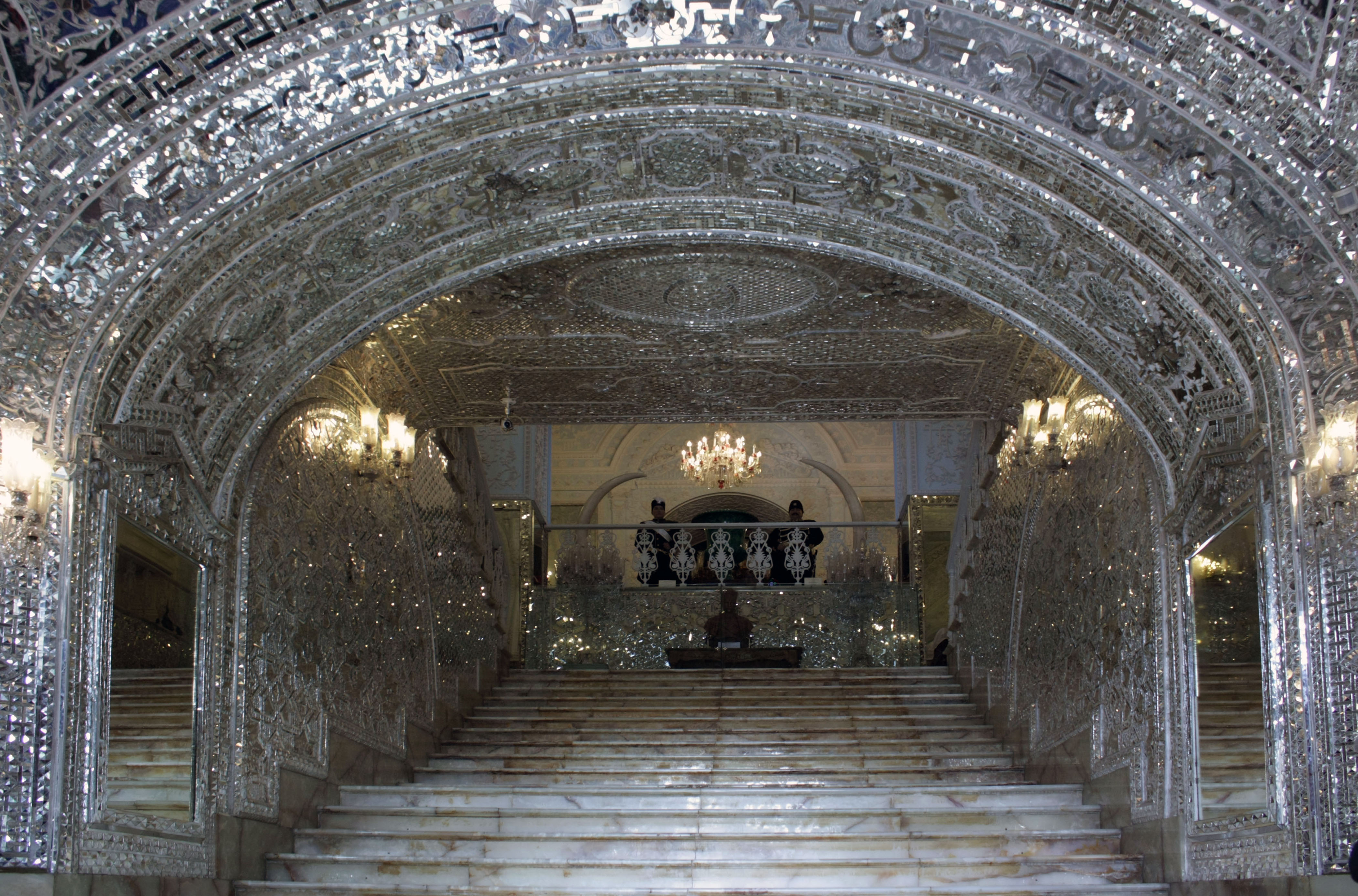
ورودی ساختمانی که تالارهای آیینه و سلام در آن‌اند.

تالار آینه یکی از اتاق‌های کاخ گلستان در تهران، پایتخت ایران است که در غرب مجموعهٔ گلستان و بالای سردر ورودی عمارت اصلی و در غرب تالار سلام قرار دارد. این تالار به همراه تالار سلام در سال ۱۲۵۳ خورشیدی توسط صنیع الملک ساخته شد و تزیینات آن تا سال ۱۲۶۱ شمسی طول کشید و به پایان رسید. بر اساس برنامه ریزی‌های صورت گرفته قرار است این بنا در سال ۱۴۰۳ و پس از ایام نوروزبه سرپرستی نگین جهان فتحی مرمت شود.

## تاریخچه
پیش از ساخت تالار آینه در آن مکان عمارت چهل ستون چوبی بوده‌است که در سال ۱۲۳۲ شمسی به دست محمد تقی خان معمارباشی و اهتمام حاج علی خان حاجب‌الدوله در عمارت سلطنتی به جای عمارت الماسیه ساخته شد.

## خصوصیات
ضلع جنوبی این تالار به باغ گلستان است و دارای سه ارسی بزرگ قوسی شکل به سمت باغ و دو در و یک پنجره قوسی بزرگ در سمت عمارت است. در این تالار از آینه‌کاری بسیار زیبایی انجام شده‌است.
معماری و طراحی این بنا را ابوالحسن معمارباشی معروف به صنیع‌الملک انجام داده‌است و مباشرت بنایی آن نیز با میرزا یحیی خان معتمدالملک وزیر بنایی بوده‌است.

## تابلوی نقاشی
بیشتر شهرت این تالار، به دلیل نقاشی تالار آینه از کمال‌الملک، نقاش سرشناس ایرانی، از آن است. کمال‌الملک به مدت ۵ سال بر روی این اثر کار کرد و در آن نقاشی، ناصر الدین شاه در تالار دیده می‌شود. تالار دیگری که در نزدیکی این تالار قرار دارد تالار سلام است که در گذشته برای مراسم رسمی مورد استفاده بوده‌است.
نکتهٔ جالب در مورد تالار آینه این است که در صورتی که نقاشی کمال‌الملک از این تالار را دیده باشید تالاری نسبتاً وسیع را در نظر تجسم خواهید کرد، در صورتی‌که با مشاهده تالار از نزدیک متوجه خواهید شد که تالار واقعی بسیار کوچک‌تر از آن چیزی است که تجسم نموده‌اید. این مطلب می‌تواند ناشی از هنر نقاش در باشکوه نمایی تالار باشد.